# Sveučilište Georgetown
Sveučilište Georgetown je privatno istraživačko sveučilište u američkom glavnom gradu Washingtonu. 

## Povijest
Osnovano je 1789. godine i najstarija je katolička i isusovačka ustanova visokog obrazovanja u SAD. Osnovao ga je John Carroll, prvi katolički biskup u SAD. Time je napokon materijalizirao trud koji se ulagao od naseljavanje u provinciju Maryland 1634. radi uspostave mjesnog rimokatoličkog koledža, a suočeni s vjerskim progonom. Do 1814. ustanova se zvala Koledž Georgetown (Georgetown College). Od 1805. isusovci sudjeluju u upravi koledža i ta se obljetnica obilježava, ali bez obzira na to isusovci i crkvene vlasti uvijek su neovisno upravljale sveučilištem. Sveučilište je prošireno poslije američkog građanskog rata pod vodstvom isusovca Patricka Francisa Healyja, koji je tako poznat kao "drugi utemeljitelj". To mu je pošlo za rukom, unatoč tome što je bio rođen kao rob: premda je bio od oca američkog Irca, mati je bila američka crnkinja. Po zakonu o ropstvu po načelu partus sequitur ventrum djeca su stjecala majčin status te je kao mulat bio rob. Time je 1874. postao prvi predsjednik Sveučilišta Georgetown odnosno bilo kojeg prevladavajuće bjelačkog koledža. 

## Položaj
Smješten je u povijesnu četvrt Georgetown. Glavni kampus sveučilišta poznat je po glavnoj zgradi Healy Hallu, nacionalnom povijesnom spomeniku SAD, koji se zove po drugom osnivatelju Patricku Francisu Healyju. Škola prava sveučilišta Georgetown (Georgetown University Law Center, "Georgetown Law") nalazi se na Capitol Hill. Pomoćni kampusi ovog sveučilišta su u Italiji, Turskoj i Kataru. Moto sveučilišta je Utraque Unum .

## Vanjske poveznice
- Službena stranica
- Georgetown Athletics

|  | Zajednički poslužitelj ima stranicu o temi Sveučilište Georgetown |